# Apristurus brunneus
Apristurus brunneus es una especie de peces de la familia Scyliorhinidae en el orden de los Carcharhiniformes.

## Morfología
Pueden llegar alcanzar los 68 cm de longitud total.

## Reproducción
Es ovíparo.

## Distribución geográfica
Se encuentra en las  costas del  Atlántico oriental: desde la Columbia Británica (Canadá) hasta el norte de Baja California (México) y posiblemente en Panamá, Ecuador, Perú y Chile.